# 그루브 아마다
그루브 아마다(Groove Armada)는 잉글랜드의 듀오이다.
2인조 테크노 밴드 'IGHT'의 류전열과 김태헌,시부야계 프로듀서 타코반장이 Groove Armada의 At the river 라는 곡을 좋아하며 이 곡은 리차드 커티스 감독의 영화 'About Time(2013)'에 삽입되어 대중들에게 유명한 곡이기도 하다.